# 布袋副產品工廠
布袋副產品工廠位於臺灣嘉義縣布袋鎮，其前身是南日本鹽業株式會社的布袋溴素工廠，該廠在布袋鹽場關閉後，改為生產生技產品的「臺鹽公司生技三廠」。

## 沿革
該廠前身的南鹽溴素工廠興建於昭和十八年（1943年），原料取自布袋、新塭、北港子採鹵鹽田。二次大戰後被臺灣省行政長官公署專賣局接收，因國內缺乏溴素市場，改為苦鹵化學工廠，生產精石膏與氫氧化鎂。民國三十九年（1950年）後，繼續投資擴充設備。
民國六十六年（1977年）8月進行「副產品工廠發展計畫」，於六十九年到七十一年間（1980年8月－1982年12月）施工建廠，但因欠缺高溫旋窯工程經驗與鹵源短缺等因素導致計畫失敗。後來該廠在布袋鹽場關閉後轉型成「臺鹽公司生技三廠」。